# Августина (ћерка цара Ираклија I)
Августин је била византијска племкиња, кћи цара Ираклија I (р. 610–641 и његова друга жена и сестричине, царица Мартине (р. 613–641 и сестра цара Давида - Тиберија, Фабија, цара Ираклија II, цезара Марина, Теодосија, Феброније и Мартине. По речима цариградског патријарха Нићифора I (р. 806–815, добила је име по титули Августа . 
Њено крунисање је одржано 4. јануара 638. године на церемонији на којој су титулу Августа добила њена браћа. Поред ње су титуле добили Ираклона - август, Давид - август и Марин - цезар.   Ова крунисања имала су за циљ да учврсте владајућу династију, али нису постигла очекивани резултат, што је донело даље контроверзе и негодовање код цара. 